# Dalekie (Ostrów Mazowiecka)
Pour les articles homonymes, voir Dalekie.
Dalekie (prononciation : [daˈlɛkʲɛ]) est un village polonais de la gmina de Wąsewo dans le powiat d'Ostrów Mazowiecka de la voïvodie de Mazovie dans le centre-est de la Pologne.
Il se situe à environ 5 kilomètres à l'est de Wąsewo (siège de la gmina), 14 kilomètres au nord-ouest d'Ostrów Mazowiecka (siège du powiat) et à 88 kilomètres au nord-est de Varsovie (capitale de la Pologne).

## Histoire
De 1975 à 1998, le village appartenait administrativement à la Powiat d'Ostrów dans la voïvodie d'Ostrołęka.